# Araneus tengxianensis
Araneus tengxianensis este o specie de păianjeni din genul Araneus, familia Araneidae, descrisă de Zhu și Zhang, 1994. Conform Catalogue of Life specia Araneus tengxianensis nu are subspecii cunoscute.